# Parque zoológico de Bakú
El Parque zoológico de Bakú (en azerí: Bakı zooloji parkı) es un parque zoológico estatal en la ciudad de Bakú. Es el más antiguo de Azerbaiyán siendo inaugurado en el año 1928. Pertenece al Ministerio de Cultura y Turismo de Azerbaiyán y al Poder Ejecutivo de la ciudad de Bakú. La superficie total del parque zoológico es de 4,25 hectáreas.
Según la orden de Ilham Aliyev - el Presidente de Azerbaiyán, un nuevo zoológico con clases únicas y raras de flora y fauna se construirá en el municipio de Gobu, rayón de Absheron, a unos 10 kilómetros de Bakú.